# Giewoncki Chłopek

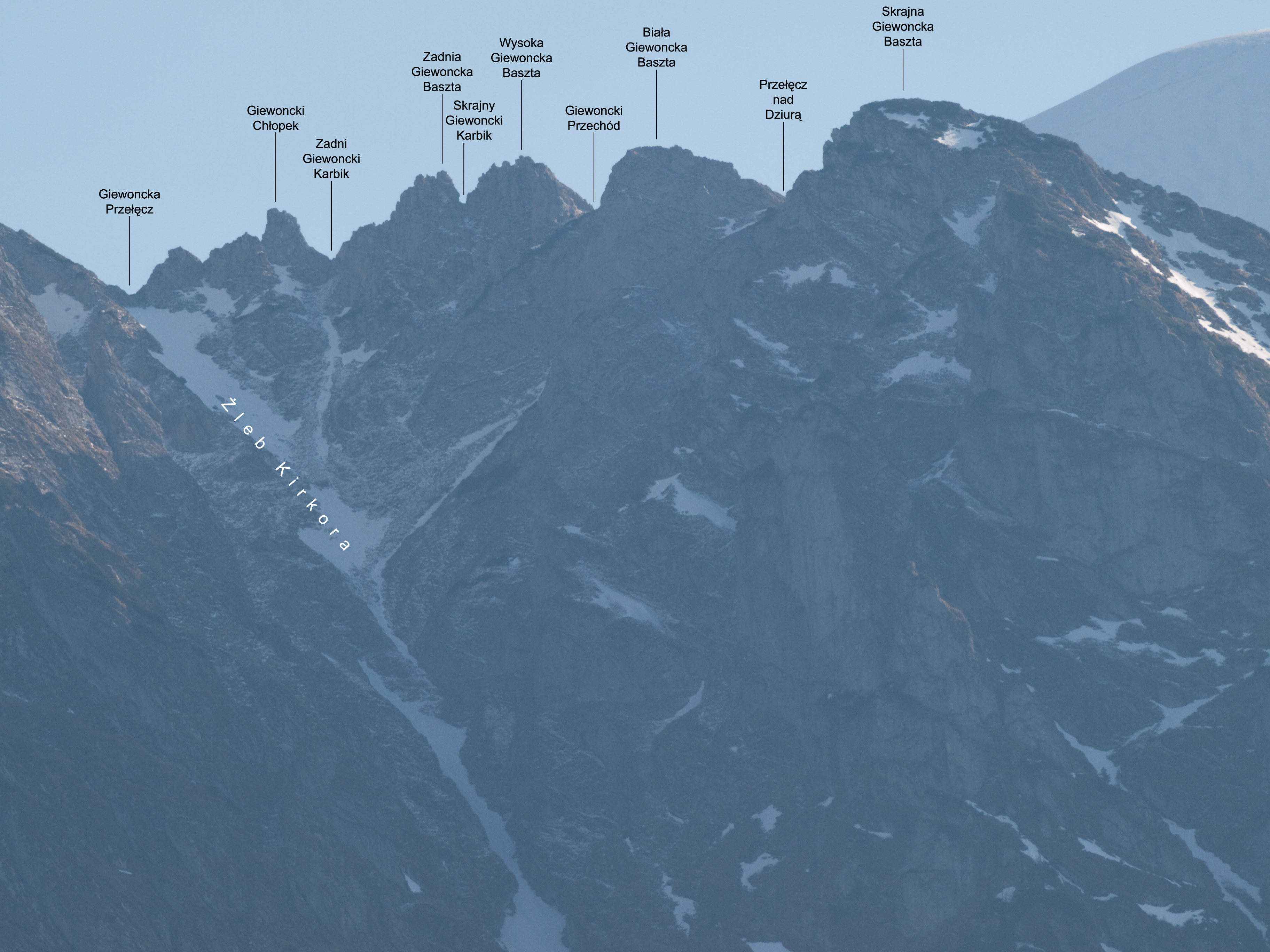
Widok na Mały Giewont od północnej strony

Giewoncki Chłopek – turnia w Małym Giewoncie w Tatrach Zachodnich. Znajduje się pomiędzy Giewoncką Przełęczą (1680 m) a Zadnią Giewoncką Basztą. W grani pomiędzy Giewoncką Przełęczą a Giewonckim Chłopkiem znajduje się jeszcze kilka małych turniczek, od Zadniej Giewonckiej Baszty natomiast oddzielony jest on Zadnim Giewonckim Karbikiem. Opada do niego niemal pionowym uskokiem wysokości około 10 m. Przejście przez ten uskok (podczas przejścia granią Małego Giewontu) ocenione zostało na III stopień w skali trudności UIAA (tatrzańskiej). Giewonckiego Chłopka można łatwo obejść z południowej strony, natomiast na północną do Żlebu Kirkora opada on ścianą.
Pierwsze wejście z Zadniego Giewonckiego Karbika na Giewonckiego Chłopka: Władysław Cywiński 6 maja 1992 r. Obecnie jest to rejon zamknięty dla taterników.
Południowym stokiem, kilkadziesiąt metrów poniżej Giewonckiego Chłopka prowadzi znakowany szlak turystyczny z Przełęczy w Grzybowcu na Wyżnią Kondracką Przełęcz.